# Chase (album)
A Chase album a Chase együttes debütáló lemeze. A Get it On című szám 13 hetet töltött a Billboard Hot 100 listájának élmezőnyében. Maga a lemez 26 hétig listás, ezen belül a legmagasabb helyezése a 22. volt. A zenekarnak világhírt és Grammy-díj jelölést hozott. Sikerére jellemző, hogy egy év alatt több mint 400 ezer példányt adtak el belőle, ami debütáló lemezként, ráadásul jazz-rock irányzatban példátlan.
1997-től CD-n is kapható, Japán kiadásban.

## Számok listája
1. Open up Wide (Bill Chase) – 3:48
2. Livin' in Heat (R. Turner) – 2:54
3. Hello Groceries (D. O'Rourke) – 2:56
4. Handbags and Gladrags (Mike d'Abo) – 3:23
5. Get it On (Bill Chase és Terry Richards) – 2:59
6. Boys and Girls Together (Jim Peterik) – 2:56
7. Invitation to a River – 14:13

- - Two Minds Meet (L. Raub és Bill Chase)
  - Stay (L. Raub és Bill Chase)
  - Paint it Sad (L. Raub és Bill Chase)
  - Reflections
  - River (T. Richards és Bill Chase)

## A zenekar tagjai
- Bill Chase – trombita
- Ted Piercefield – trombita, ének (4, 6.)
- Alan Ware – trombita
- Jerry van Blair – trombita, ének (7/1.)
- Phil Porter – billentyűs hangszerek
- Dennis Johnson – basszusgitár, vokál
- Angel South – gitár, vokál
- Jay Burrid – dob, ütős hangszerek
- Terry Richards – szólóének (kivéve 4, 6, 7/1.)